# إدواردو بابتيستا
إدواردو بابتيستا (بالبرتغالية: Eduardo Baptista) هو مدرب كرة قدم برازيلي، ولد في 30 مارس 1970 في كامبيناس في البرازيل.